# پرالترین
اولئیک اسید (به انگلیسی: Prallethrin) با فرمول شیمیایی C۱۹H۲۴O۳ یک ترکیب شیمیایی با شناسه پاب‌کم ۹۸۳۹۳۰۶ است. که جرم مولی آن ۳۰۰٫۴۰ g/mol می‌باشد. 